# Trajan Langdon
Trajan Shaka Langdon (Palo Alto, California, 13 de mayo de 1976) es un dirigente deportivo y exjugador de baloncesto estadounidense que disputó tres temporadas en la NBA y una decena en Europa, ocho de ellas en Rusia. Con 1,92 metros de altura, jugaba en la posición de escolta.

## Trayectoria deportiva

### Universidad
Jugó durante cuatro temporadas con los Blue Devils de la Universidad de Duke, donde consiguió el récord de más canastas de tres puntos de su universidad durante una carrera. Fue elegido en dos ocasiones en el mejor quinteto de la Atlantic Coast Conference. En sus cuatro temporadas promedió 14,5 puntos y 2,9 rebotes por partido.
En 1998 fue convocado por la Selección de baloncesto de Estados Unidos que ganó la medalla de bronce en el Campeonato Mundial de Baloncesto de Grecia.

### Profesional

#### NBA
Fue elegido en la undécima posición del Draft de la NBA de 1999 por Cleveland Cavaliers. Al debutar en la competición, se convirtió en el primer jugador de Alaska en jugar en la NBA.
Disputó 3 temporadas en Cleveland, promediando 5,4 puntos y 1,3 rebotes por partido.

#### Europa
Tras un poco exitoso paso por la liga profesional americana, decidió hacer las maletas e ir a jugar a Europa, fichando por la Benetton Treviso en 2002. Al año siguiente jugó en Turquía, en el Efes Pilsen, y al siguiente en el Dynamo de Moscú de la Superliga Rusa. Firmó un precontrato con el Unicaja de Málaga de la Liga ACB, pero no llegó a jugar en España, siendo traspasado al CSKA Moscú. Fue elegido en el segundo quinteto ideal de la Euroliga 2005-06. Ganó la Euroliga en 2006 y 2008, año en que fue elegido MVP de la Final a cuatro. Fue subcampeón de la Euroliga en 2007 y 2009, ambas finales perdidas con el Panathinaikos BC.
El 26 de octubre de 2007 jugó con su equipo un partido amistoso ante Los Angeles Clippers, ganando 99-75. Fue el máximo anotador del partido con 17 puntos.
Se retiró en 2011 junto a su compatriota Jon Robert Holden.

### Ejecutivo
De 2012 a 2015 fue ojeador de jugadores para San Antonio Spurs.
El 8 de marzo de 2016, fue nombrado asistente del General Manager de Brooklyn Nets.
El 19 de mayo de 2019, se convirtió en General Manager de New Orleans Pelicans.
El 23 de mayo de 2024, fue nombrado presidente de operaciones baloncestísticas (President of Basketball Operations) de Detroit Pistons.

## Estadísticas de su carrera en la NBA

### Temporada regular
| Año       | Equipo    | PJ  | PT | MPP  | %TC  | %3P  | %TL   | RPP | APP | ROB | TPP | PPP |
| --------- | --------- | --- | -- | ---- | ---- | ---- | ----- | --- | --- | --- | --- | --- |
| 1999-2000 | Cleveland | 10  | 0  | 14.5 | .375 | .421 | 1.000 | 1.5 | 1.1 | .5  | .0  | 4.9 |
| 2000-01   | Cleveland | 65  | 5  | 17.2 | .431 | .411 | .895  | 1.4 | 1.2 | .6  | .1  | 6.0 |
| 2001-02   | Cleveland | 44  | 0  | 10.8 | .398 | .365 | .913  | 1.3 | 1.4 | .3  | .1  | 4.8 |
| Total     | Total     | 119 | 5  | 14.6 | .416 | .396 | .910  | 1.3 | 1.3 | .5  | .1  | 5.4 |